# Poklostelke
Poklostelke, 1910–1918 és 1940–1944 közt Lónapoklostelke (románul: Pâglișa) falu Romániában, Erdélyben, Kolozs megyében.

## Fekvése
Szamosújvártól 30 km-re nyugat–délnyugatra, a Lóna-patak mentén fekszik.

## Története
1306-ban terra Puklustheluky, 1320-ban Poclustelek, 1570-ben Poklosthelke, 1831-ben Peklesa néven említették.
A középkorban valószínűleg magyarok lakták, de a 16. század második felében őket románok válthatták föl, mert református egyházáról nem maradt fönn említés.
Doboka vármegyéhez, 1876 után Szolnok-Doboka vármegyéhez tartozott.

## Népessége
- 1900-ban 494 lakosából 480 volt román anyanyelvű és 485 görögkatolikus vallású.
- 2002-ben 169 román nemzetiségű lakosából 154 volt ortodox és 8 pünkösdista vallású.

## Gazdaság
Lakóinak legfőbb bevételi forrása a tejeladás.

## Látnivalók
- A Peștera határrészben vulkáni tufába vájt üregek.

## Képek

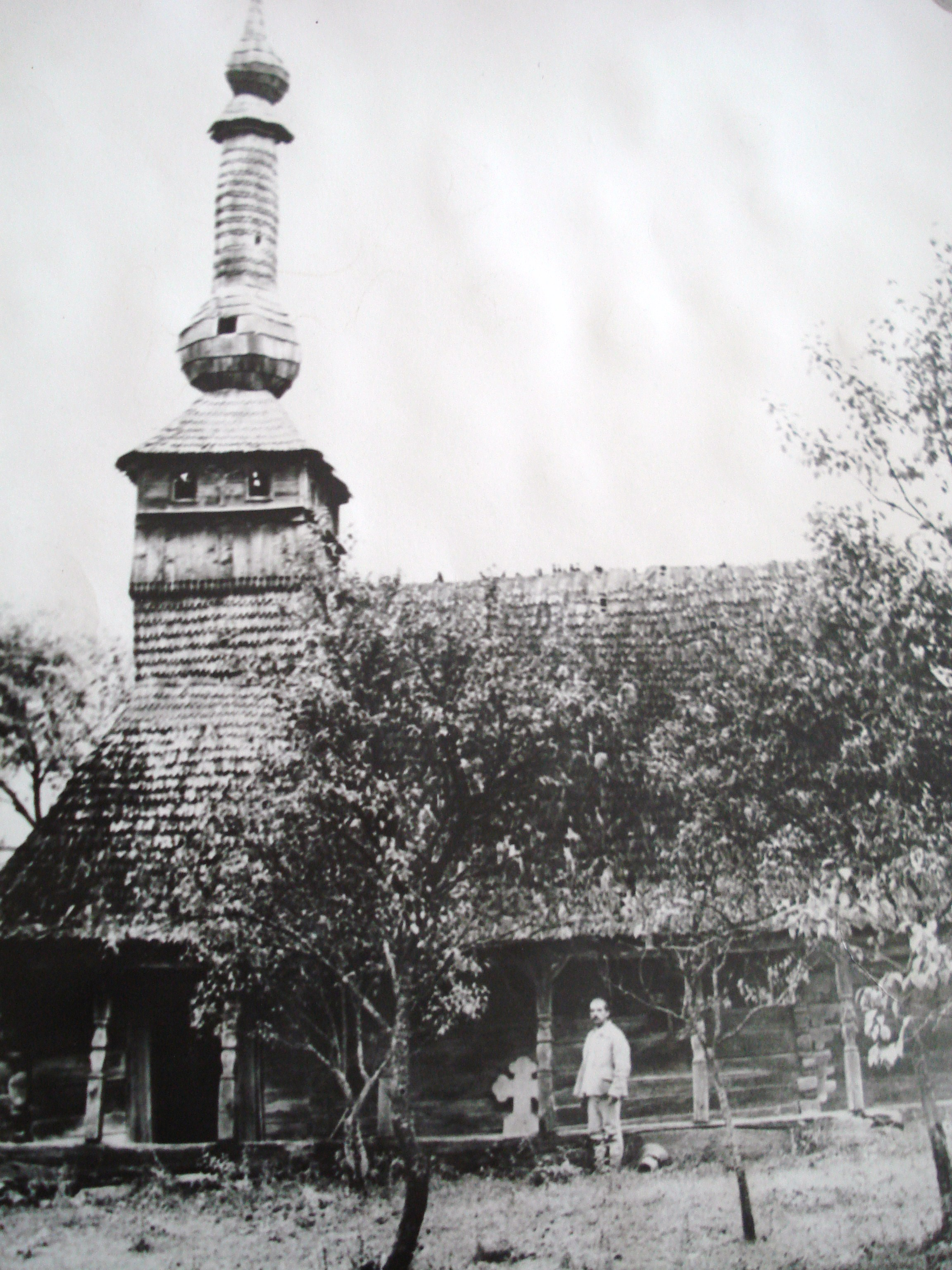
A falu 1926-ban lerombolt görögkatolikus fatemploma